# يحيى كاظم السلطاني
يحيى كاظم محمد نجم السلطاني (1 يوليو 1947) هو أستاذ جامعي ومؤلف وأديب عراقي. اختير في عام 2018 رمزا للعلوم الطبية في عصر النهضة العراقي.

## حياته
ولد بمحلة المشراق في 1 يوليو/تموز 1947 في مدينة النجف الأشرف، أكمل دراسته الاولية في مدينة النجف، حصل على شهادة البكالوريوس من جامعة البصرة - كلية العلوم قسم علم الحيوان عام 1970، ثم حصل على شهادة الماجستير في الفسلجة الطبية في كلية الطب - جامعة الكوفة عام 1987، ثم على الدكتوراه من جامعة بغداد -كلية العلوم عن فيزيولوجيا التناسل والعقم عام 1997.

## المناصب والعضوية
- حصل يحيى السلطاني على لقب أستاذ في عام 2005.
- عمل مدرس ومدير ومشرف اختصاص لعلوم الحياة للفترة (1970-1991)
- مدرس مساعد في قسم الفسلجة بكلية الطب / جامعة الكوفة للفترة (1991-1997).
- معاون عميد في كلية الطب بجامعة الكوفة للفترة (1997-2003).
- رئيس قسم التشريح والأنسجة في كلية الطب بجامعة الكوفة للفترة (1997-2013).
- مدير متحف التاريخ الطبيعي في جامعة الكوفة للفترة (2012-2013).
- رئيس قسم الأدوية والسموم في كلية الصيدلة بجامعة الكوفة للفترة (2013-2017).
- رئيس قسم التحليلات المرضية في كلية الكفيل الجامعة الأهلية للفترة (2017-2018).
- عميد كلية التقنيات الصحية والطبية في جامعة الكفيل الأهلية للفترة (2018-2020).
- أستاذ متمرس Emeritus professor منذ عام 2017 في كلية الصيدلة بجامعة الكوفة.
- عضو جمعية علوم الحياة العراقية
- عضو جمعية الخصوبة العراقية
- عضو الاتحاد العام للأدباء والكتاب في العراق
- عضو الاتحاد الدولي للمبدعين

## المؤلفات
1. علم نفس الغدد الصم - النجف، ط1 (1977)؛ ط2 (2010).
2. «عالم الهرمونات» - بغداد، وزارة الثقافة والاعلام (1983)
3. "أساسيات الوراثة الخلوية الطبية - بالاشتراك- عمان، الأردن، (1999).
4. «أطبـاء الكوفة ـ دراسة في التاريخ الطبي القديم» ـ النجف، ط1 / جامعة الكوفة (2005)؛ ط2 (2005)؛ ط3 (2013).[5]
5. «البروستاكلاندينات (الموثينات)» ـ النجف، ط1 (2005)؛ بيروت، ط2 (2019).
6. «الغــدة الـدرقيـة بين الصحـة والمــرض» ـ النجف، ط1 (2005)؛ بيروت، ط2 (2020).
7. «قامـوس الغـدد الصـم والتناسـل، إنكليزي ـ عربي، مصور» ـ النجف، ط1 (2005)؛ بيروت، ط2 (2018).
8. «الكبد ـ وظائفه وأمراضه» ـ بالاشتراك ـ النجف، (2009).
9. «المجهر والمجهرية»، النجف، (2009).
10. «سلسلـة البيولوجيا العملية» ـ تسعة أعداد، النجف، (2010).
11. «موجز تـاريخ الطب» ـ كتاب منهجي / جامعة الكوفة ـ النجف، (2012).
12. «الغـدد الصـم والهرمونات» ـ بجزئين ـ النجف، (2014).
13. «الطب والصحة العامة في نهج البلاغة» ـ النجف، (2014).
14. «فهرست المطبوعات العراقية في العلوم الطبية بالـقــرن العـشــريـن (1900- 2000) ـ دراســة ببليوغرافية» ـ النجف، (2015).
15. " A Prospective Immunological and Genetic Study of Infertile Men "  ـ بالاشتراك ـ صدر باللغة الانكليـزية عن دار لامبيـرت الأكاديمية للنشر في ألمانيا، (2017).
16. " The Prognostic Factors Effect on Outcome of Intrauterine Insemination " ـ بالاشتراك ـ صدر باللغة الإنكليزية عن دار نور للنشر في ألمانيا، (2017).
17. «يحيى كاظم السلطاني ـ سيرة علمية» ـ النجف، (2017).
18. «أوتار السنين ـ ديوان شعر» ـ النجف، (2017).
19. «موسوعة أعلام الطب والبيولوجيا» عشرة أعداد، بيروت، (2019).
20. «الوطاء - الهيبوثلامس» ـ بيروت، (2021).
21. «العصب التائه - عصب مبهم» ـ بيروت، (2022).